# 光叶毛果枳椇
光叶毛果枳椇（学名：Hovenia trichocarpa var. robusta）为鼠李科枳椇属下的一个变种。产安徽、浙江、江西、福建、广东、广西、湖南、贵州。日本也有分布。

## 扩展阅读
- 維基物種上的相關：光叶毛果枳椇